# Fort W VI „Helicha”

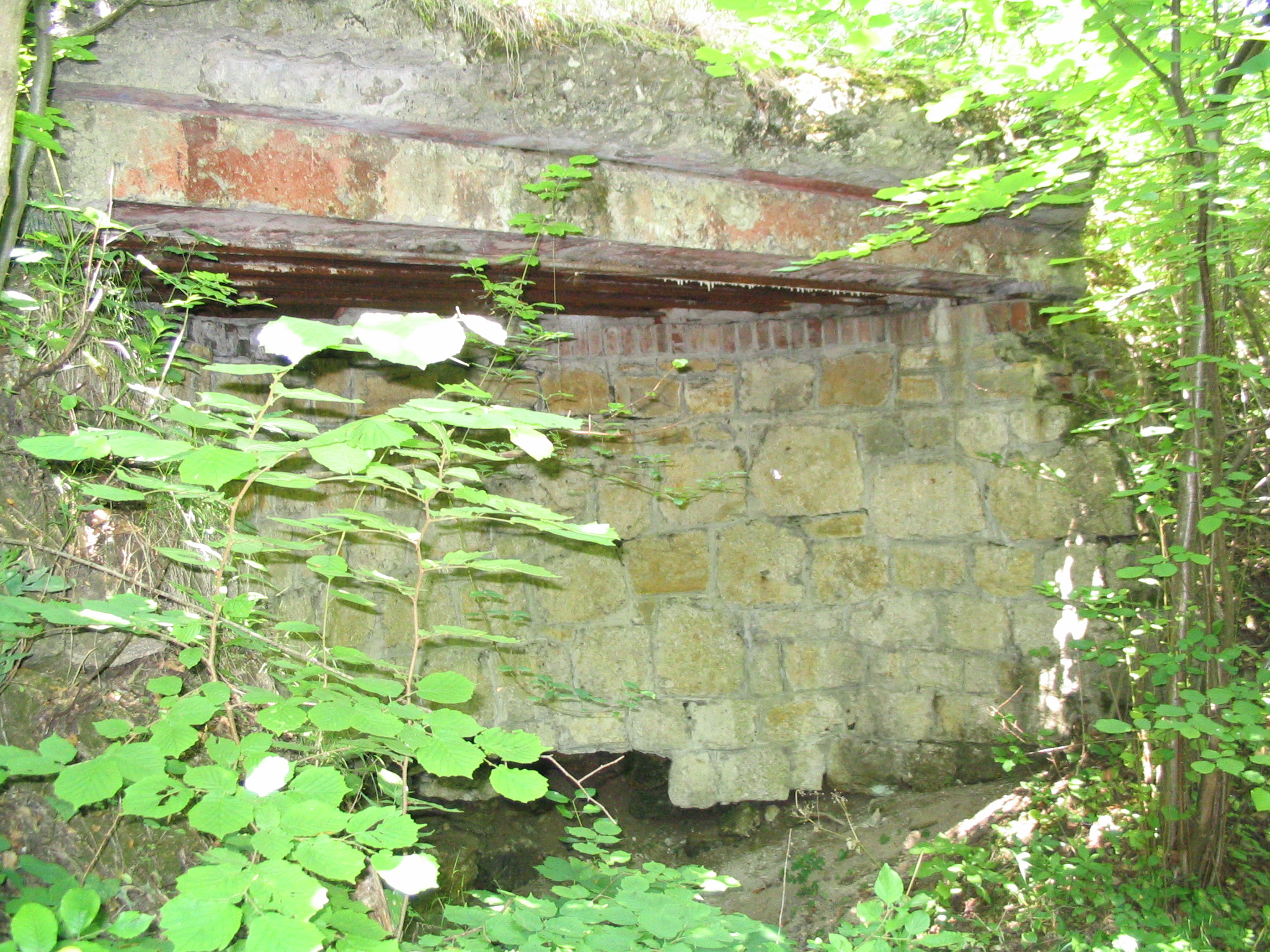
Fort IV „Helicha” dziś

Fort W VI „Iwanowa Góra” (obecnie nazywany ”Helicha”) – jednowałowy fort artyleryjski Twierdzy Przemyśl, o konstrukcji murowano-ziemnej, znajdujący się obok miejscowości Kruhel Wielki.

## Historia
Początkowo był to w latach 1854–1857 szaniec obozu warownego, przebudowany w 1878 na artyleryjski fort jednowałowy. W latach 1903–1910 zmodernizowany do obrony bliskiej. Został częściowo wysadzony w powietrze w 1915, po II oblężeniu Twierdzy Przemyśl. Został częściowo rozebrany w latach 1920–1930. 

## Opis konstrukcji
Fort dominujący nad wsią Witoszyńce, flankujący międzypola Prałkowiec i Grochowiec. Położony na trudno dostępnym wzgórzu o tej samej nazwie, najwyższym w obrębie Twierdzy w terenie lesistym. Wzorowany był na Forcie III „Łuczyce”. Wejście do fortu zapewniała brama ceglano-kamienna, broniona przez półokrągłą ziemną basteję. Naprzeciw bramy umieszczono koszary parterowe dla załogi. Budynek koszarowy został zredukowany, ponieważ poza nim umieszczono hangary dział i schrony. Na wale umieszczono stanowiska artyleryjskie i piechoty. Wał poprzedzielano poprzecznicami ze schronami pogotowia oraz wyposażono go w betonowe przedpiersia stanowiące część galerii strzeleckiej. Na rogach fortu umieszczono betonowe platformy dla karabinów maszynowych. Fosy broniły jedna lub dwie kaponiery ulokowane w przeciwstoku.    